# Pierre Beuchey
Pierre Beuchey, nacido el 2 de mayo de 1931 en Besançon y fallecido el 12 de diciembre de 2009 en la misma ciudad, fue un escultor francés, inventor de la escultura salpicada (en francés sculpture marquetée). 